# Joe Barral
Joseph „Joe” Barral (ur. 26 czerwca 1945 w Monako) – monakijski strzelec, olimpijczyk.
Trzykrotny olimpijczyk (IO 1968, IO 1972, IO 1976). Startował wyłącznie w karabinie małokalibrowym leżąc z 50 m. Najwyższą pozycję osiągnął podczas swojego drugiego startu – zajął 31. miejsce wśród 101 zawodników.
W tej samej konkurencji zajął 5. miejsce podczas Igrzysk Śródziemnomorskich 1975 i 8. pozycję na Igrzyskach Śródziemnomorskich 1979.

## Wyniki

### Igrzyska olimpijskie
| Igrzyska       | Konkurencja                       | Wynik                         | Miejsce | Źródło |
| -------------- | --------------------------------- | ----------------------------- | ------- | ------ |
| Meksyk 1968    | Karabin małokalibrowy leżąc, 50 m | 577 pkt. (94–97–94–95–99–98)  | 83      | [ 4 ]  |
| Monachium 1972 | Karabin małokalibrowy leżąc, 50 m | 593 pkt. (99–100–99–99–99–97) | 31      | [ 1 ]  |
| Montreal 1976  | Karabin małokalibrowy leżąc, 50 m | 582 pkt. (97–100–96–97–98–94) | 60      | [ 5 ]  |